# بيتر نيكولاس فان أيك
بيتر نيكولاس فان أيك (بالهولندية: Pieter Nicolaas van Eyck)‏ هو فيلسوف وأستاذ جامعي وكاتب وشاعر هولندي، ولد في 1 أكتوبر 1887 في بروكلين في هولندا، وتوفي في 10 أبريل 1954 في فاسينار في هولندا.